# Cường Vệ
Cường Vệ (sinh tháng 3 năm 1953) là chính khách nước Cộng hòa Nhân dân Trung Hoa. Ông là Bí thư Tỉnh ủy Giang Tây kiêm Chủ nhiệm Ủy ban Thường vụ Đại hội đại biểu nhân dân tỉnh Giang Tây từ năm 2013 đến năm 2016 và Bí thư Tỉnh ủy tỉnh Thanh Hải kiêm Chủ nhiệm Ủy ban Thường vụ Đại hội đại biểu nhân dân tỉnh Thanh Hải từ năm 2007 đến năm 2013.
Trước khi chuyển công tác đến tỉnh Thanh Hải năm 2007, Cường Vệ đã dành toàn bộ sự nghiệp chính trị ở thành phố Bắc Kinh và từng đảm nhiệm Phó Bí thư Thành ủy Bắc Kinh, Bí thư Ủy ban Chính trị Pháp luật Thành ủy Bắc Kinh, Bí thư Ủy ban Kiểm tra Kỷ luật Thành ủy Bắc Kinh và Cục trưởng Cục Công an Thành phố Bắc Kinh.

## Tiểu sử

### Thân thế
Cường Vệ là người Hán sinh tháng 3 năm 1953, người Vô Tích, tỉnh Giang Tô.

### Giáo dục
Tháng 2 đến tháng 11 năm 1976, Cường Vệ nâng cao khoa quang học tại Đại học Sơn Đông.
Tháng 9 năm 1988 đến tháng 7 năm 1990, ông theo học tại chức chuyên ngành chính trị học tại Đại học Chính trị Pháp luật Trung Quốc.
Tháng 9 năm 1991 đến tháng 11 năm 1996, ông theo học nghiên cứu sinh tại chức chuyên ngành quản lý kinh tế khoa 
khoa học quản lý, Viện Nghiên cứu sinh thuộc Đại học Khoa học Kỹ thuật Trung Quốc và được trao học vị thạc sĩ kỹ thuật.
Tháng 9 đến tháng 11 năm 1995, ông theo học lớp nâng cao cán bộ lãnh đạo ở Trường Đảng Trung ương Đảng Cộng sản Trung Quốc.
Tháng 9 năm 1995 đến tháng 7 năm 1998, ông theo học lớp nghiên cứu sinh tại chức chuyên ngành luật học tại Trường Đảng Trung ương Đảng Cộng sản Trung Quốc.

### Sự nghiệp
Tháng 1 năm 1969, ở tuổi 16, Cường Vệ tham gia công tác là chiến sĩ Viện sửa chữa quân giới, Ban hậu cần Căn cứ Hải quân Phúc Kiến. Tháng 3 năm 1975, Cường Vệ gia nhập Đảng Cộng sản Trung Quốc. Tháng 4 năm 1975, ông về làm công nhân phân xưởng 8 thuộc nhà máy Công nghiệp hóa chất Bắc Kinh và từng đảm nhiệm Phó Chỉ đạo viên. Tháng 8 năm 1982, ông được bổ nhiệm làm Phó Chủ nhiệm phòng 6 thuộc Viện nghiên cứu thuốc thử hóa học Bắc Kinh rồi Phó Viện trưởng Viện nghiên cứu thuốc thử hóa học Bắc Kinh. Tháng 11 năm 1984, ông được bổ nhiệm giữ chức Bí thư Đảng ủy nhà máy Công nghiệp hóa chất Bắc Kinh.
Tháng 6 năm 1987, Cường Vệ chuyển sang hoạt động trong tổ chức Đoàn Thanh niên Cộng sản Thành ủy Bắc Kinh và được bổ nhiệm làm Bí thư Đoàn Thanh niên Cộng sản Thành ủy Bắc Kinh tức Bí thư Thành Đoàn Bắc Kinh.
Tháng 12 năm 1990, ông được luân chuyển giữ chức Bí thư Khu ủy khu Thạch Cảnh Sơn kiêm Chủ nhiệm Ủy ban Thường vụ Đại hội đại biểu nhân dân khu Thạch Cảnh Sơn, Bắc Kinh. Tháng 12 năm 1992, ông được bầu kiêm nhiệm chức vụ Ủy viên Ban Thường vụ Thành ủy Bắc Kinh. Tháng 1 năm 1993, ông được bổ nhiệm giữ chức Ủy viên Ban Thường vụ Thành ủy, Bí thư Ủy ban Công tác Xây dựng đô thị Thành ủy Bắc Kinh. Tháng 3 năm 1994, ông chuyển sang làm Ủy viên Ban Thường vụ Thành ủy, Trưởng Ban Tuyên truyền Thành ủy Bắc Kinh.
Tháng 3 năm 1996, Cường Vệ được luân chuyển giữ chức Ủy viên Ban Thường vụ Thành ủy kiêm Bí thư Ủy ban Chính trị Pháp luật Thành ủy Bắc Kinh. Tháng 3 năm 1999, ông kiêm nhiệm chức vụ Cục trưởng Cục Công an Thành phố Bắc Kinh, trở thành cảnh sát trưởng của thủ đô Bắc Kinh.
Tháng 3 năm 2001, ông được bổ nhiệm làm Phó Bí thư Thành ủy Bắc Kinh kiêm Bí thư Ủy ban Chính trị Pháp luật Thành ủy Bắc Kinh, Cục trưởng Cục Công an Thành phố Bắc Kinh. Tháng 8 năm 2001, ông thôi giữ chức Cục trưởng Cục Công an thành phố Bắc Kinh. Tháng 5 năm 2002, ông được miễn nhiệm chức vụ Bí thư Ủy ban Chính trị Pháp luật Thành ủy Bắc Kinh. Ngày 14 tháng 11 năm 2002, tại phiên bế mạc của Đại hội Đảng Cộng sản Trung Quốc lần thứ 16, Cường Vệ được bầu làm Ủy viên dự khuyết Ban Chấp hành Trung ương Đảng Cộng sản Trung Quốc khóa XVI.
Tháng 4 năm 2004, ông được tái bổ nhiệm làm Bí thư Ủy ban Chính trị Pháp luật Thành ủy Bắc Kinh kiêm Phó Bí thư Thành ủy Bắc Kinh. Tháng 12 năm 2005, ông kiêm nhiệm chức vụ Bí thư Ủy ban Kiểm tra Kỷ luật Thành ủy Bắc Kinh. Tháng 11 năm 2006, ông thôi giữ chức Bí thư Ủy ban Kiểm tra Kỷ luật Thành ủy Bắc Kinh.
Tháng 3 năm 2007, Cường Vệ được luân chuyển làm Bí thư Tỉnh ủy Thanh Hải thay cho ông Triệu Lạc Tế. Tháng 4 năm 2007, ông được bổ nhiệm giữ chức Bí thư Tỉnh ủy Thanh Hải, Bí thư Ban Cán sự Đảng ủy ban Thường vụ Đại hội đại biểu nhân dân tỉnh Thanh Hải, Bí thư thứ nhất Đảng ủy Quân khu tỉnh Thanh Hải. Tháng 6 năm 2007, ông được bầu kiêm nhiệm chức vụ Chủ nhiệm Ủy ban Thường vụ Đại hội đại biểu nhân dân tỉnh Thanh Hải. Ngày 21 tháng 10 năm 2007, tại Đại hội Đảng Cộng sản Trung Quốc lần thứ 17, Cường Vệ được bầu làm Ủy viên chính thức Ban Chấp hành Trung ương Đảng Cộng sản Trung Quốc khóa XVII.
Ngày 14 tháng 11 năm 2012, tại phiên bế mạc của Đại hội Đảng Cộng sản Trung Quốc lần thứ 18, ông được bầu lại là Ủy viên Ban Chấp hành Trung ương Đảng Cộng sản Trung Quốc khóa XVIII. Tháng 3 năm 2013, Cường Vệ được bổ nhiệm làm Bí thư Tỉnh ủy tỉnh Giang Tây, Bí thư Ban Cán sự Đảng ủy ban Thường vụ Đại hội đại biểu nhân dân tỉnh Giang Tây thay cho ông Tô Vinh. Tháng 4 năm 2013, ông được bầu kiêm nhiệm chức vụ Chủ nhiệm Ủy ban Thường vụ Đại hội đại biểu nhân dân tỉnh Giang Tây.
Ngày 29 tháng 6 năm 2016, Cường Vệ được miễn nhiệm chức vụ Bí thư Tỉnh ủy Giang Tây, Bí thư thứ nhất Đảng ủy Quân khu tỉnh Giang Tây.
Ngày 2 tháng 7 năm 2016, tại hội nghị lần thứ 21 của Ủy ban Thường vụ Đại hội đại biểu Nhân dân toàn quốc khóa XII nhiệm kỳ 2013 đến năm 2018, Cường Vệ được bổ nhiệm làm Phó Chủ nhiệm Ủy ban Nội vụ Tư pháp của Đại hội đại biểu Nhân dân toàn quốc (Quốc hội Trung Quốc). Tháng 1 năm 2017, ông được miễn nhiệm chức vụ Chủ nhiệm Ủy ban Thường vụ Đại hội đại biểu nhân dân tỉnh Giang Tây.
Tháng 1 năm 2018, ông được bầu làm Ủy viên Ủy ban Toàn quốc Hội nghị Hiệp thương Chính trị Nhân dân Trung Quốc khóa XIII nhiệm kỳ 2018 đến năm 2023. Ngày 16 tháng 3 năm 2018, hội nghị lần thứ nhất của Ủy ban Thường vụ Ủy ban Toàn quốc Hội nghị Hiệp thương Chính trị Nhân dân Trung Quốc thông qua bổ nhiệm Cường Vệ làm Phó Chủ nhiệm Ủy ban Pháp chế và xã hội khóa XIII nhiệm kỳ 2018 đến năm 2023.